# Стадион Доротео Гвамуч Флорес
Стадион Доротео Гвамуч Флорес (шп. Estadio Nacional Doroteo Guamuch Flores) је вишенаменски стадион у граду Гватемали, Гватемала.
Изграђена је 1948. године, да би била домаћин Централноамеричких и Карипских игара 1950.  и преименована је по тркачу на дуге стазе Доротеу Гвамучу Флоресу, победнику Бостонског маратона 1952. године. Има капацитет од 26.000 места.
Коришћен углавном за фудбалске утакмице, стадион је током своје историје био домаћин већине домаћих утакмица фудбалске репрезентације Гватемале, а дом је локалног фудбалског клуба Комуникасионес Ф.К. Простором управља Конфедерасион Депортива Аутонома де Гуатемала (КДАГ).
Једна од најгорих катастрофа која се икада догодила на једном спортском терену догодила се на стадиону 1996. године, када су 83 особе погинуле од навијачког стампеда на трибинама.

## Опис стадиона
Травнати терен Доротео Гвамуч Флорес стадиона је окружен са осам стаза атлетска стаза, која је првобитно била направљена од песка, а касније преуређена да има синтетичку стазу тартан површина. Простор за седење је подељен на пет делова: Палко (налази се на западу, а једини део под кровом), Трибина (запад, око Палко), Преференсеија (исток), Генерал Норте (север) и Генерал Сур (југ, где се налази главни улаз). 

## Историја
Стадион је изграђен 1948. године, као део пројекта изградње групе спортских објеката познатих као Сиудад Олимпика, у зони 5 главног града Гватемале. Првобитно назван Естадио Олимпико – погрешно, пошто никада није био домаћин олимпијског такмичења –, првенствено је изграђен од армираног бетона, због чега се понекад колоквијално назива Колосо де Конкрето. Свечано је отворен 23. фебруара 1950.  као домаћин VI. Централноамеричких и карипских игара, на којима је локални тркач Доротео Гвамуч победио у полумаратону, а 26. фебруара фудбалска репрезентација Гватемале играла је против Колумбије, победивши утакмица 2:1, чиме је отворена за фудбалска дешавања на стадиону.
Након тријумфа Доротеа Гвамуча на Бостонском маратону 1952. године, влада Гватемале је преименовала стадион по имену под којим је био међународно познат, Матео Флорес, у знак признања за његова домаћа и међународна достигнућа. Од тада се стадион колоквијално назива и Ел Матео. Дана 9. августа 2016, Конгрес је донео одлуку да се стадион преименује у Доротео Гвамуч Флорес, право и рођено име Матеа Флореса.
Дана 18. јануара 1959. стадион је био домаћин пријатељске фудбалске утакмице између ЦСД Комуникасионес и ФК Сантос, а овај други је имао Пелеа као део свог тима. Сантос је повео са 2:0 головима Пелеа и Пепеа, а девет минута пре краја меча Франциско "Пинула" Контрерас је постигао 2:1. Дана 20. августа 1960. шпански див Реал Мадрид посетио је Гватемалу и одиграо егзибициони меч против Комуникасионеса, победивши са 5:0.
1973. године стадион је био домаћин првих Игре Централне Америке (Juegos Deportivos Centroamericanos), а од тада је био место одржавања друга два издања, 1986. и 2001. године.
У јулу 1996. пешчана стаза је надограђена у тартан стазу, а први пут када је коришћена нова подлога, локални атлетичар Бернер Родас поставио је нови национални рекорд у трци на 1.500 метара.

### Октобарска трагедија
Дана 16. октобра 1996. године, неколико минута пре Квалификације за Светско првенство 1998. између Гватемала и Костарика требало да се одржи, најмање 83 особе су погинуле, а више од 140 повређено јер је превелики број навијача покушао да уђе у деоницу „Генерал Сур“, стварајући људску лавину у дну трибине, које је одвојено. од њиве уз ограду. Продаја фалсификованих карата довела је до превеликог броја посетилаца, а неправилан дизајн зграде у случају ванредног случаја довео је до тога да су навијачи у стампеду и пали једни на друге, што је довело до тога да се многи људи угуше, у једној од најгорих трагедија која се догодила на једном спортском стадиону. 
Фудбалску утакмицу је одмах суспендовао председник Гватемале Алваро Арзу, који је присуствовао догађају, а ФИФА је суспендовала коришћење стадиона за званичне међународне утакмице док се не реше безбедносни проблеми, забрана која је трајала више од две године.  Неки од проблема су решени од тада, али од 2006. године објекат је и даље представљао вишеструке безбедносне проблеме у вези са приступом и изласком, и сматрало се да је подложан настанку још једне ванредне ситуације у случају велике посећености.
Верује се да је близу 50.000 људи покушало да присуствује стадиону тог дана, за који је неколико дана пре догађаја утврђено да може да прими 37.500 људи и да има максималан број „закрчених“ места од 47.500. Укупан износ одштампаних карата износио је 45.796. Према локалној анализи, број штампаних карата је сам по себи надмашио капацитет стадиона, а промет фалсификованих карата учинио је прекомерну посећеност неконтролисаном. У то време, 13 административних директора било је одговорно за смрт и повреде, али су сви могли да одбаце оптужбе. КДАГ није преузео одговорност за безбедност објекта, тврдећи да је то обавеза субјеката који организују спортске догађаје. КДАГ, међутим, није понудио основни план за ванредне ситуације или план за ванредне ситуације за коришћење стадиона.
Да би се испоштовале неке од препорука ФИФА након догађаја из 1996. године, капацитет стадиона – који у то време није имао појединачна или бројчана места – смањен је на 26.000 у 2000-им.